# Mark Viduka
Mark Anthony Viduka, avstralski nogometaš, * 9. oktober 1975, Melbourne, Avstralija.
Viduka je člansko kariero začel leta 1993 pri klubu Melbourne Knights v avstralski ligi, ki jo je s klubom osvojil v sezoni 1994/95. Leta 1995 je prestopil v klub Croatia Zagreb v hrvaški ligi. V sezonah 1995/96, 1996/97 in 1997/98 je osvojil naslov hrvaškega državnega prvaka, v letih 1996, 1997 in 1998 pa hrvaškega pokalnega zmagovalca. Leta 1998 je prestopil v Celtic v škotsko ligo, kjer je v sezoni  1999/00 osvojil naslov prvaka. V drugem delu kariere je igral vseskozi v Premier League za klube Leeds United, Middlesbrough in Newcastle United. Najdlje je ostal pri Leedsu, za katerega je med letoma 2000 in 2004 odigral 130 prvenstvenih tekem in dosegel 59 golov.
Z avstralsko reprezentanco je nastopil na poletnih olimpijskih igrah v letih 1996 in 2000 ter Svetovnem prvenstvu 2006, kjer se je z reprezentanco kot kapetan uvrstil v šestnajstino finala.